# Estereótipo de gênero
Os estereótipos de gênero são crenças generalizadas sobre as características e o comportamento das mulheres e dos homens sejam elas compartilhadas ou individuais. Estudos empíricos têm encontrado crenças culturais amplamente compartilhadas de que os homens são mais socialmente valorizados e mais competentes do que as mulheres em uma série de atividades. O estereótipo é um comportamento negativo que se espera de alguém que recebe um estigma. O estigma da mulher começou por razões irracionais, conforme estudo de Bacila. Assim, espera que a mulher se comporte de maneira inferior (estereótipo), porém, nem o estigma, nem tampouco o estereótipo encontram base racional.

## Estereótipo implícito
Testes aplicados pela Implicit Association Test revelam uma associação implícita do sexo masculino à Ciência e Matemática, e às mulheres com Artes e Línguas.
Meninas aos nove anos de idade foram encontradas manter um estereótipo implícito de "matemática é para meninos" e uma preferência implícita para línguas em vez de matemática. As mulheres têm associações negativas mais fortes com a matemática do que os homens, e quanto mais forte a associação das mulheres à uma identidade de gênero feminina, mais negatividade implícita elas têm em relação à matemática. Tanto para homens como para mulheres, a força desses estereótipos implícitos prediz tanto as atitudes matemáticas implícitas e explícitas, a crença na habilidade matemática e a performance em testes. A força desses estereótipos implícitos em meninas de idade elementar prediz auto-conceitos acadêmicos, realização acadêmica e preferências de matrícula, mais do que medidas explícitas. As mulheres com um estereótipo implícito de matemática mais forte eram menos prováveis prosseguir em uma carreira relacionada à matemática, independentemente da sua capacidade real de matemática ou de estereótipos explícitos de género e matemática.

## Ameaça do estereótipo
Algumas pessoas acreditam que um fenômeno conhecido como ameaça do estereótipo pode diminuir o desempenho das mulheres em testes de matemática, criando um estereótipo autorrealizável de mulheres com habilidades quantitativas inferiores em comparação com os homens. Os estereótipos também podem afetar a autoavaliação; estudos descobriram que estereótipos específicos (por exemplo, "as mulheres têm habilidades matemáticas mais baixas") afetam a percepções de mulheres e homens sobre essas habilidades; e os homens tendem a avaliar sua própria capacidade de modo mais elevado do que as mulheres que se comportam no mesmo nível. Essas "autoavaliações tendenciosas" têm efeitos de longo alcance, pois podem moldar as decisões educacionais e de carreira de mulheres e homens.

## Pesquisas
Um estudo de 1992 testou estereótipos de gênero e rotulagem em crianças pequenas. Os pesquisadores dividiram isso em dois estudos diferentes, o primeiro investigou como as crianças identificaram as diferenças entre rótulos de gênero de meninos e meninas, o segundo estudo analisou a rotulagem de gênero e estereótipos na relação de mãe e filho. No primeiro estudo, 23 crianças com idades compreendidas entre os 2 e os 7 anos foram submetidas a uma série de testes de rotulagem de género e de estereótipos de género consistindo em mostrar às crianças imagens de machos e fêmeas ou objetos como um martelo ou uma vassoura, então os identificando ou rotulando a um certo gênero. Os resultados destes testes mostraram que crianças com menos de 3 anos poderiam fazer associações de estereotipagem de gênero.
O segundo estudo analisou a rotulagem de gênero e os estereótipos na relação entre mãe e filho usando três métodos distintos. O primeiro consistiu em identificar a rotulagem de gênero e os estereótipos, essencialmente o mesmo método do primeiro estudo. O segundo consistia em observações comportamentais, que analisavam sessões de jogo de dez minutos com a mãe e a criança usando brinquedos específicos de gênero.
O terceiro foi uma série de questionários, como um "Escala de atitude em relação às mulheres", "Questionário de atributos pessoais" e a "Escala Schaefer e Edgerton" que analisava os valores familiares da mãe. Os resultados destes estudos mostraram o mesmo que o primeiro estudo no que diz respeito à rotulagem e estereotipagem. Eles também identificaram no segundo método que as reações e respostas positivas das mães para os brinquedos de mesmo sexo ou sexo oposto desempenharam um papel na forma como as crianças os identificaram. No terceiro método, os resultados mostraram que as mães das crianças que passaram no "Teste de Etiquetagem de Gênero", tinham valores familiares mais tradicionais. Estes dois estudos, conduzidos por Beverly I. Fagot, Mar D. Leinbach e Cherie O'Boyle, mostraram que os estereótipos e rotulagem de gênero são adquiridos em tenra idade e que as interações e associações sociais desempenham um papel importante na forma como os gêneros são identificados.